# Rick Stein

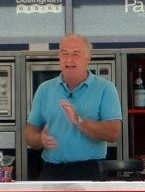
Rick Stein

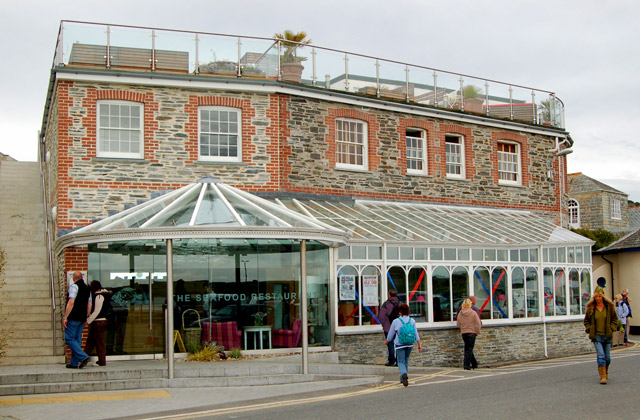
Steins erstes Restaurant, „The Seafood Restaurant“ in Padstow

Christopher Richard „Rick“ Stein, CBE (* 4. Januar 1947 in Churchill, Oxfordshire) ist ein britischer Chefkoch, Gastronom, Fernsehkoch und Sachbuchautor. Zusammen mit seiner Geschäftspartnerin und früheren Ehefrau Jill Stein betreibt er eine Reihe von Restaurants und Hotels in England und Australien.

## Karriere
Rick Stein wurde 1947 auf einer Farm in Oxfordshire geboren. Als junger Mann besuchte er eine Restaurant-Berufsschule und arbeitete anschließend unter anderem auf einem deutschen Frachtschiff und bei der australischen Eisenbahn, bis er am New College in Oxford ein Studium der Anglistik abschloss.
Nachdem Rick Stein von einem Deutschen Großonkel £ 15.000,- geerbt hatte, eröffnete er mit einem Freund am Hafen von Padstow einen Nachtclub, verlor aber bald seine Betriebsgenehmigung und musste schließen. Er hatte aber noch eine Lizenz um in den Nebenräumen des ehemaligen Clubs ein Restaurant betreiben. Mit seiner Frau Jill wandelt er dieses 1975 in ein auf Fisch und Meeresfrüchte spezialisiertes Bistro mit dem Namen „The Seafood Restaurant“ um. Bis 2022 entstand daraus eine Gruppe von sechs Restaurants, Bistros und Caffees in Cornwell und vier im restlichen England. Hinzu kommen noch Hotels, eine Kochschule, Geschenk- und Delikatessengeschäfte. Darüber hinaus betreibt Rick Stein noch zwei weitere Restaurants mit Unterkünften in Australien.
Seine ersten Fernsehauftritte hatte Rick Stein in den 1980er Jahren in den Sendungen des Fernsehkochs Keith Floyd. Seine erste Fernsehkochserie, „Taste of the Sea“, wurde 1995 gesendet. Zahlreiche weitere Fernsehsendungen folgten, darunter insbesondere Reisesendungen.

## Familie
Stein ist väterlicherseits deutscher Herkunft. Seinen Urgroßvater, Julius Otto Stein (1847–1898), war der jüngere Bruder des deutschen Unternehmers August Stein. Rick Steins Vater, Eric Stein, war Managing Director bei dem schottischen Mischkonzern Distillers Company. Kurz nach seiner Frühpensionierung beging dieser, als Rick Stein 18 Jahre alt war, Selbstmord durch einen Sprung von einer Klippe. Stein lernte seine erste Frau, Jill Newstead, in Padstow kennen. Sie heirateten 1975 und wurden Geschäftspartner. Zusammen haben sie drei Söhne: Edward, Jack und Charles, die alle am Familienunternehmen beteiligt sind. 1997 begegnete Stein Sarah Burns in Australien, als sie Werbeleiterin für das Magazin Australia Gourmet Traveler war. Ihre Affäre dauerte fünf Jahre, bevor Jill es herausfand und sich 2007 von Rick scheiden ließ. Jill und Rick Stein blieben Geschäftspartner. Rick und Sarah („Sas“) heirateten am 7. Oktober 2011. Sarah brachte zwei Kinder, Zach und Olivia, mit in die Ehe. Wegen einer fehlerhaften Herzklappe unterzog sich Rick Stein 2022 im Royal Brompton Hospital (London) erfolgreich einer Operation am offenen Herzen.

## Bücher (Auswahl)
- „English Seafood Cookery“, ISBN 978-0140467376
- „A Beginner's Guide to Seafood“, 1992
- „Beach to Belly“, 1994 (Vorwort)
- „Taste of the Sea“, 1995
- „Good Food Award Best Cookery Book“, 1995/1996
- „Rick Stein Fish“, 1996
- „Fruits of the Sea“, ISBN 0-563-38457-3), 1997
- „Rick Stein's Seafood Odyssey“, ISBN 978-0-563-38440-3, 1999
- „Rick Stein's Seafood Lovers Guide“, ISBN 0-563-48871-9, 2000
- „Rick Stein's Seafood“, 2001
- „My Favourite Seafood Recipes“, 2002
- „Rick Stein's Food Heroes“, 2002
- „Rick Stein's Guide to the Food Heroes of Britain“, ISBN 0-563-52175-9, 2003
- „Rick Stein's Food Heroes, Another Helping“, ISBN 0-56348-752-6, 2004
- „Rick Stein's Complete Seafood“, ISBN 1-58008-568-7, 2004
- „Rick Stein's French Odyssey“, ISBN 0-56352-213-5, 2005
- „Rick Stein's Mediterranean Escapes“, ISBN 0-563-49366-6, 2007
- „Rick Stein Coast to Coast“, ISBN 978-1-84607-614-5, 2008
- „Rick Stein's Far Eastern Odyssey“, ISBN 1-84607-716-8, 2009
- „My Kitchen Table: Rick Stein's 100 Fish and Seafood Recipes“, ISBN 978-1-84990-158-1, 2011
- „Rick Stein's Spain“, ISBN 978-1-84990-135-2, 2011
- „Rick Stein's India“, ISBN 978-1849905787, 2013
- „Under a Mackerel Sky: A Memoir“, ISBN 0-09194-991-2, 2013
- „Rick Stein's Long Weekends“, ISBN 978-1785940927, 2016
- „The road to Mexico“, ISBN 978-1785942006, 2017
- „Rick Stein's Secret France“, ISBN 978-1785943881, 2019
- „Rick Stein at Home“, ISBN 978-1785947087, 2021
- „Rick Stein's Simple Suppers“, ISBN 978-1785948145, 2023

## Fernsehprogramme (Auswahl)
- „Floyd on Fish“, BBC TV, 1985
- „Floyd on Food“, BBC TV, 1986
- „Farmhouse Kitchen“, Yorkshire Television, 2 Episoden, 1989 und 1990
- „Taste of the Sea“, BBC TV, 1995. 6 Episoden
- „Fruits of the Sea“, BBC TV, 1997. 8 Episoden
- „Great Railway Journeys“, BBC TV, 1999
- „Rick Stein's Seafood Odyssey“, BBC TV, 1999. 8 Episoden
- „Fresh Food“, BBC TV, 1999. 6 Episoden
- „Personal Passions“, BBC TV, 1999
- „Food and Drink“, BBC TV, 1999
- „Rick Stein's Seafood Lovers Guide“, BBC TV, 2000. 8 Episoden
- „Friends for Dinner“, BBC TV, 2000
- „Rick Stein on Fishing“, ITV, 2001
- „Rick Stein's Food Heroes“, BBC TV, 2002. 10 Episoden
- „Rick Stein's Food Heroes, Another Helping, Series 1“, BBC TV, Oktober 2003. 6 Episoden
- „Rick Stein's Food Heroes, Another Helping, Series 2“, BBC TV, Februar 2004. 8 Episoden
- „Rick Stein's Fish Love“, UKTV Fish, August 2004
- „Rick Stein's French Odyssey“, BBC TV, Mai 2005. 10 Episoden
- „Cabin Fever (Behind the scenes and the making of Rick Stein's French Odyssey)“, BBC TV, 2005
- „Rick Stein's Food Heroes Christmas Special“, BBC TV, Dezember 2005
- „Betjeman and Me: Rick Stein's Story“, August 2006
- „Rick Stein and the Japanese Ambassador“, BBC Two, 2006
- „Rick Stein in Du Maurier Country“, BBC Two, Mai 2007
- „Fishy Treats and Simple Eats“, Japanese Food Network, Herbst 2007
- „Rick Stein's Mediterranean Escape“, BBC Two, Start August 2007, 6 Episoden
- „Rick Stein's Memoirs of a Seafood Chef“, BBC Two, Januar 2009
- „Rick Stein's Far Eastern Odyssey“, BBC Two, Start Juli 2009, 6 Episoden
- „Rick Stein's Christmas Odyssey“, BBC Two, Dezember 2009
- „Rick Stein's Food of the Italian Opera“, BBC HD, Juni 2010
- „Rick Stein's Cornish Christmas“, BBC Two, Dezember 2010
- „Rick Stein's Spain“, BBC Two, Start Juli 2011, 4 Episoden
- „Rick Stein Tastes The Blues“, BBC Four, November 2011
- „Rick Stein's Spanish Christmas“, BBC Two, Dezember 2011
- „Rick Stein's India“, BBC Two, Start Juni 2013, 6 Episoden
- „Rick Stein's German Bite“, BBC Two, August 2013
- „Rick Stein: From Venice to Istanbul“, BBC Two, Start August 2015, 7 Episoden
- „Rick Stein's Taste of Shanghai“, BBC Two, Februar 2016
- „Rick Stein's Long Weekends“, BBC Two, Start Mai 2016, 10 Episoden
- „Rick Stein's Road to Mexico“, BBC Two, Start November 2017, 7 Episoden
- „Rick Stein's Secret France“, BBC Two, Start Herbst 2019, 6 Episoden
- „Pointless Celebrities“, BBC One, November 2020
- „Rick Stein's Cornwall“, BBC Two, Start Januar 2021, 15 Episoden
- „Rick Stein's Cornwall Series 2“, BBC Two, Start 2022, 15 Episoden
- „Rick Stein's Cornwall Series 3“, BBC Two, Start 2023, 10 Episoden

## Ehrungen (Auswahl)
- 2003: Officer of the Order of the British Empire
- 2018: Commander of the Order of the British Empire